# مايكل أنجلو أنطونيوني

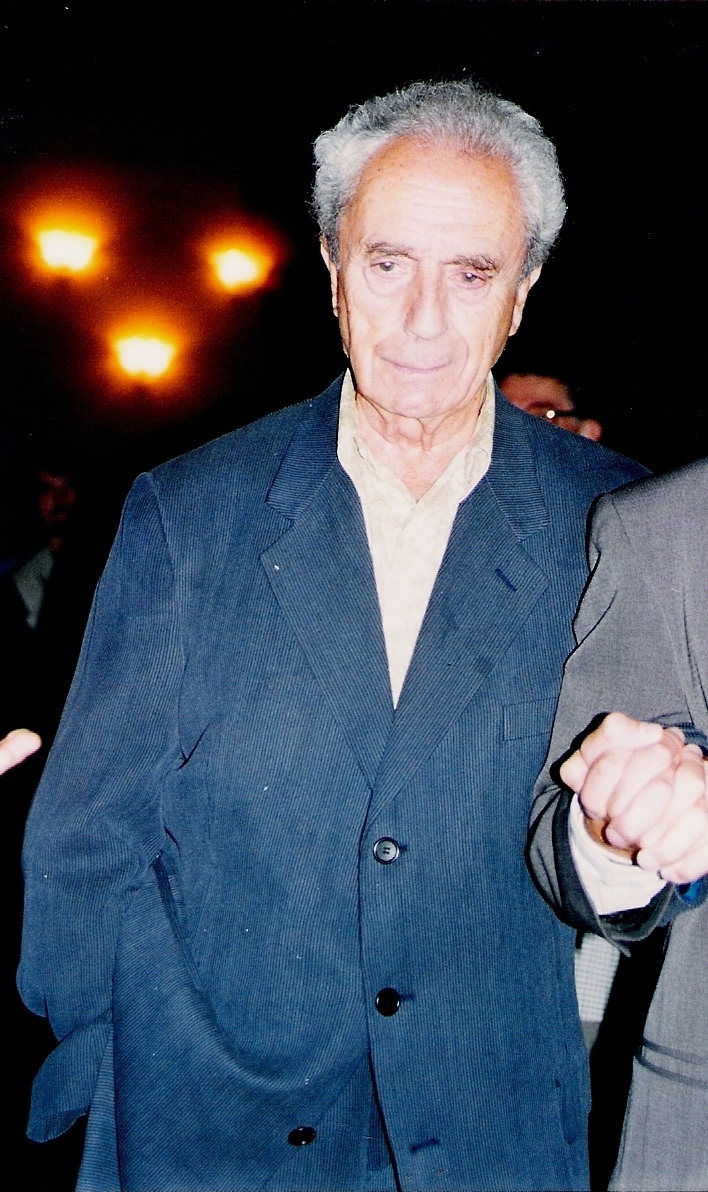
مايكل انجلو انطونيوني

مايكل انجلو انطونيوني (بالإيطالية: Michelangelo Antonioni) كافالييري دي غران كروتشي (29 سبتمبر 1912، فيرارا - 30 يوليو 2007، روما) كان مخرجاً سينمائيا، كاتب سيناريو، مونتيرا، وكاتب قصة قصيرة إيطالي. اشتهر «بثلاثية عن الحداثة ومساوئها» المغامرة (1960)، الليل (1961)، الخسوف (1962). قام أنطونيوني «بإعادة تعريف مفهوم السرد السينمائي» والطعن في النهج التقليدي نحو السرد، الواقعية، الدراما، ووجهة النظر للعالم بشكل عام. في أفلامه إهمال للحدث لصالح التأمل، مع التركيز على الصورة والتصميم أكثر من الحبكة والشخصيات.
حصل أنطونيوني على العديد من الجوائز والترشيحات طوال حياته المهنية، بما في ذلك جائزة لجنة التحكيم مهرجان كان السينمائي (1960, 1962)، السعفة الذهبية (1966)، الجائزة السنوية الخامسة والثلاثين (1982)؛ الأسد الفضي بمهرجان البندقية السينمائي (1955)، الأسد الذهبي (1964)، FIPRESCI (1964, 1995)، وجائزة بيترو بيانكي (1998)؛ الشريط الفضي الذي تقدمه نقابة الصحفيين السينمائيين الوطنية الإيطالية ثماني مرات؛ جائزة الأوسكار الفخرية في عام 1995. وهو واحد من ثلاثة مخرجين فازوا بالسعفة الذهبية، الأسد الذهبي والدب الذهبي، والمخرج الوحيد الذي فاز بتلك الجوائز الثلاث بالإضافة إلى النمر الذهبي.

## النشأة
ولد أنطونيوني في أسرة ثرية من ملاك الأراضي في فيرارا، إميليا رومانيا، في شمال إيطاليا. في طفولته، كان أنطونيوني مولعاً بالرسم والموسيقى. برع بعزف الكمان رغم صغر سنه فقدم أولى حفلاته الفنية في سن التاسعة. على الرغم من أنه تخلى عن الكمان بعد اكتشافه للسينما في سن المراهقة، بقي شغوفاً بالرسم طوال حياته.
بعيد التخرج من جامعة بولونيا حاصلاً على شهادة البكالوريوس في الاقتصاد بدأ العمل مراسلاً سينمائياً لصحيفة محلية في بلدة فيرارا صحيفة ايل كورييري باندو عام 1935.
في عام 1940، انتقل أنطونيوني إلى روما حيث عمل لصالح سينما، المجلة السينمائية الفاشية الرسمية التي حررها فيتوريو موسوليني. وقد أقيل أنطونيوني منها بعد بضعة أشهر. في وقت لاحق من ذلك العام التحق في مركز سينماتوغرافية دي سبريمنتالي لدراسة التقنيات السينمائية، لكنه تركه بعد ثلاثة أشهر. تم تجنيده في الجيش بعد ذلك. خلال الحرب أنطونيوني كان محكوماً عليه بالإعدام لعضويته في المقاومة.

## حياته المهنية

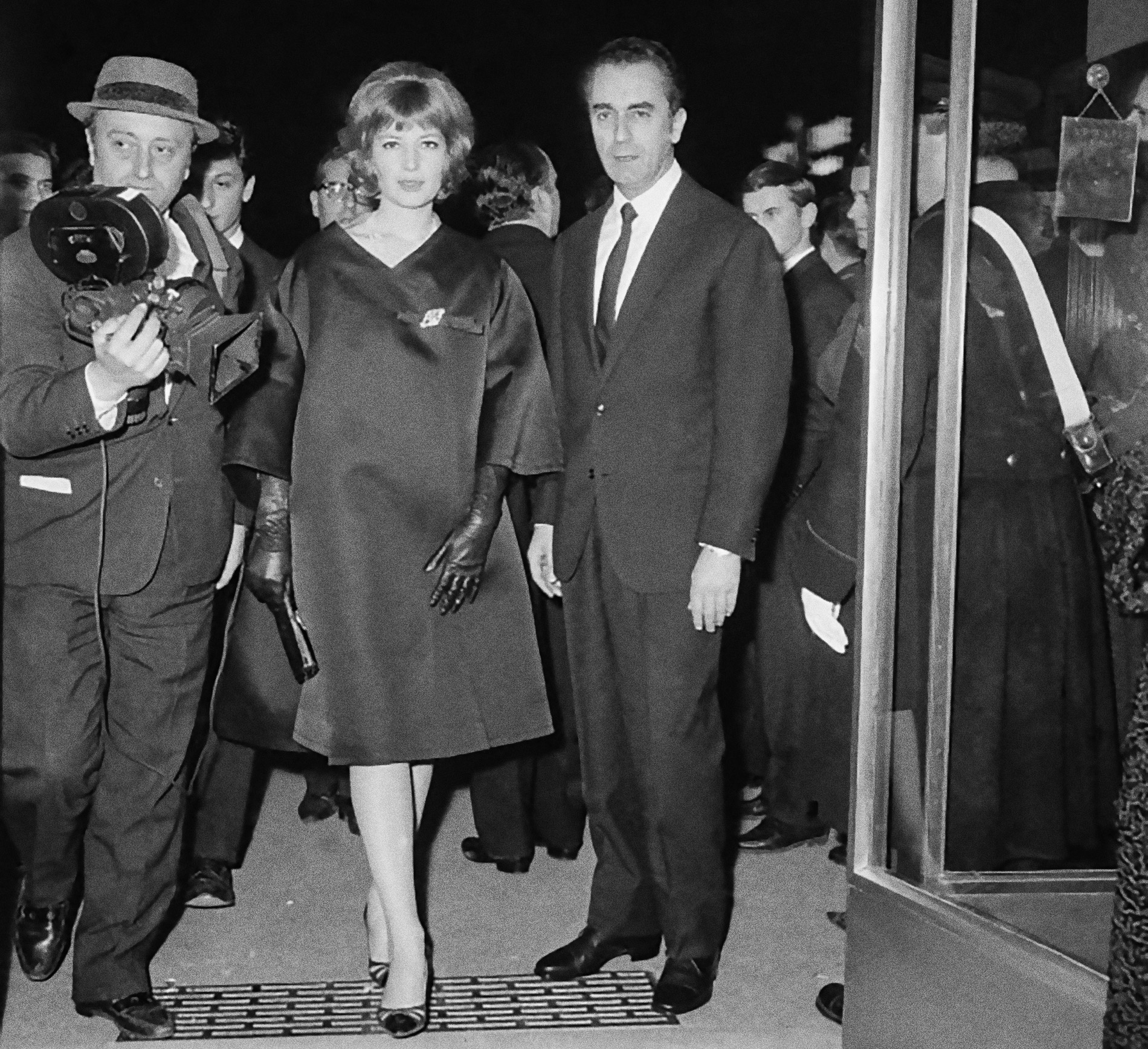
مونيكا فيتي ومايكل أنجلو أنطونيوني عند مدخل حفل الشريط الفضي عام 1962

### أعماله السينمائية المبكرة
في عام 1942، اشترك أنطونيوتي مع روبرتو روسيليني بكتابة سيناريو فيلم عودة طيار وعمل مساعد مخرج في فيلم إنريكو فولتشنيوني I due Foscari. في عام 1943، سافر إلى فرنسا لمساعدة مارسيل كارنيه في فيلم زوار المساء Les visiteurs du soir ثم بدأ بالعمل على سلسلة من الأفلام القصيرة حملت عنوان ناس من وادي بو، تحكي قصة صيادين فقراء من وادي بو. بعد تحرير إيطاليا كان الفيلم مخزّناً في «جمهورية سالو» الفاشية بشرق إيطاليا وتعذر استرداده وتوليفه حتى عام 1947 (وحتى حينذاك لم تسترد كامل اللقطات). انتمت الأفلام المذكورة إلى مدرسة الواقعية الجديدة إذ كانت دراسات شبه وثائقية لحياة الناس العاديين.
ومع ذلك، في فيلمه الروائي الطويل الأول وقائع حكاية حب (1950) ابتعد أنطونيوني عن الواقعية الجديدة بتصويره فيلماً عن الطبقة الوسطى. وتابع توجهه هذا في سلسلة من الأفلام الأخرى: المهزومون (1952)، الذي فيه ثلاث قصص حول جنوح الأحداث، تدور أحداث كل منها في دولة مختلفة (فرنسا، إيطاليا وإنجلترا)؛ السيدة من دون زهور الكاميليا (1953) حول نجمة سينمائية شابة وسقوطها؛ الصديقات (1955) عن نساء الطبقة الوسطى في تورينو. الصرخة (1957) الذي عاد فيه إلى قصص الطبقة العاملة إذ كان عن قصة عامل مصنع وابنته. تجمع كل هذه الأفلام ثيمة مشتركة هي الاغتراب عن المجتمع.

### شهرته عالمياً
في الصديقات (1955)، جرب أنطونيوني أسلوباً مبتكراً: بدلاً من السرد التقليدي، قدم سلسلة من الأحداث تبدو وكأنها غير متصلة ببعضها، كما أنه استخدم اللقطات الطويلة كجزء من أسلوبه السينمائي. التي عاد أنطونيوني إلى استخدامها في المغامرة (1960) الذي كان أول نجاحاته الدولية. في مهرجان كان السينمائي تلقى الفيلم خليطاً من الهتافات والاستهجان،  لكن الفيلم حظي بشعبية في دور السينما الفنية في شتى أنحاء العالم. أتبع فيلم المغامرة بفيلمي الليل (1961) من بطولة جين مورو ومارسيلو ماستروياني، الخسوف (1962) من بطولة آلان ديلون. تعتبر هذه الأفلام الثلاثة ثلاثية لتشابهم أسلوبياً ومعالجتهم مسألة اغتراب الفرد في العالم الحديث.
فاز فيلم الليل بجائزة الدب الذهبي في مهرجان برلين السينمائي الدولي الحادي عشر، فيلمه الملون الأول، الصحراء الحمراء(1964)، يتعامل مع مواضيع مماثلة وفي بعض الأحيان يعتبر الفيلم الرابع من «الثلاثية». كانت جميع هذه الأفلام من بطولة النجمة مونيكا فيتي، عشيقته خلال تلك الفترة.
بعد ذلك وقع أنطونيوني عقداً مع المنتج كارلو بونتي ضمن له الحرية الفنية في ثلاثة أفلام باللغة الإنجليزية من توزيع MGM. أول تلك الأفلام كان تكبير (1966), الذي تدور أحداثه في لندن الستينات وحقق نجاحاً دولياً كبيراً. السيناريو كان مقتبساً عن قصة قصيرة للكاتب الأرجنتيني خوليو كورتاثر بعنوان لعاب الشيطان (المعروفة أيضاً باسم تكبير). على الرغم من صعوبة موضوعها حول استحالة وجود معايير موضوعية والتشكيك الدائم بصدق الذاكرة، حاز الفيلم على شعبية جماهيرية ونجح تجارياً، ساهم في ذلك وجود لقطات جنسية اعتبرت جريئة بمعايير تلك الفترة. كان الفيلم من بطولة ديفيد هيمينغز وفانيسا رديغريف. الفيلم الثاني كان نقطة زابريسكي (1970), أول أفلامه الذي تدور أحداثه في أمريكا وعالج موضوع الثقافة المضادة. ضمت موسيقى الفيلم أعمالاً لفنانين شعبيين مثل بينك فلويد (الذين ألفوا موسيقى جديدة خصيصاً للفيلم)، غريتفول دد ورولينج ستونز. إلا أن الفيلم لم يعجب النقاد وفشل تجارياً. ثالث تلك الأفلام كان المهنة: صحفي (1975) بطولة جاك نيكلسون وماريا شنايدر الذي أثنى عليه النقاد، لكنه كان ضعيف الأداء في شباك التذاكر. كان الفيلم خارج التداول لسنوات عديدة، ولكن تم إعادة عرضه في دور السينما لفترة محدودة أكتوبر 2005 ومن ثمة أصدر على دي في دي.
في عام 1972 الفترة ما بين عمله على نقطة زابريسكي والمهنة صحفي، دعت أنطونيوني حكومة ماو في جمهورية الصين الشعبية إلى زيارة البلد. أنجز إثر ذلك الفيلم الوثائقي تشونغ كو، الصين، ولكن السلطات الصينية نددت بهذا الفيلم معتبرة إياه «معادياً للصين» و«معادياً للشيوعية». عرض هذا الفيلم الوثائقي لأول مرة في الصين في 25 نوفمبر 2004 في بكين بمهرجان أفلام استضافته أكاديمية بكين للأفلام لتكريم أعمال مايكل أنجلو أنطونيوني.

### أفلامه المتأخرة
في عام 1980، أخرج أنطونيوني  لغز أوبروالد، تجربة في المعالجة الإلكترونية للألوان، سُجّلت على الفيديو ومن ثم حُوّلت إلى فيلم سينمائي، مثلت فيه مونيكا فيتي مرة أخرى. كانت مقتبسة عن مسرحية جان كوكتو الصقر ذو الرأسين. فيلم التعرف على امرأة, 1982، صُوِّر في إيطاليا، يعالج نفس مواضيع ثلاثيته الإيطالية. في عام 1985، عانى أنطونيوني من السكتة الدماغية، التي تركته مشلولاً جزئياً وغير قادر على الكلام. ومع ذلك استمر في صناعة الأفلام، بما في ذلك وراء الغيوم (1995)، الذي قام فيم فيندرس بتصوير بعض مشاهده. كما شرح فيندرس لاحقاً فقد رفض أنطونيوني غالبية المواد التي صورها فيندرس أثناء تحرير الفيلم، باستثناء عدد قليل من المقاطع القصيرة. تقاسموا FIPRESCI في مهرجان البندقية السينمائي مع سيكلو.
في عام 1994 حاز على جائزة الأوسكار الفخرية «تقديراً لمكانته كونه أحد أساتذة الأساليب البصرية في السينما.» وقدّم له الجائزة جاك نيكلسون. بعد ذلك بأشهر، سرق التمثال مما أوجب استبداله. كان قد رشح في الماضي لجائزة الأوسكار لأفضل مخرج وأفضل سيناريو عن فيلم تكبير الصورة. فيلم أنطونيوني الأخير الذي أنجزه عندما كان التسعينات من عمره، كان مقطعاً من فيلم المختارات إيروس (2004) وكان عنوان المقطع عنوان "Il pericoloso delle cose" («خطورة الموضوع الأشياء»). مقاطع الفيلم القصير مربوطة بلوحات فنية حالمة وأغنية «مايكل أنجلو أنطونيوني»، من تأليف وغناء كايتانو فيلوسو. ومع ذلك، لم يلق الفيلم استحساناً دولياً; في أمريكا، على سبيل المثال، روجر إيبرت ادعى أنه لم يكن أيروسياً ولا عن الأيروسية إصدار دي في دي في الولايات المتحدة يتضمن فيلماً قصيراً إضافياً أخرجه أنطونيوني، Lo sguardo di Michelangelo (تحديقة مايكل أنجلو).
توفي أنطونيوني عن عمر يناهز 94 في 30 يوليو 2007 في روما، في نفس اليوم الذي توفي فيه المخرج السينمائي الشهير إنغمار بيرغمان. دفن في مسقط رأسه بلدة فيرارا في 2 أغسطس 2007.

## الجوائز والأوسمة
- جائزة الأوسكار الفخرية (1995)
- جائزة FIPRESCI في مهرجان برلين السينمائي الدولي (1961)
- الدب الذهبي في مهرجان برلين السينمائي الدولي عن فيلم الليل (فيلم 1961)
- جائزة بوديل لأحسن فيلم أوروبي (1976) عن فيلم المهنة: صحفي
- كأس سثرلاند المقدم من مؤسسة الأفلام البريطانية عن فيلم المغامرة (1960)
- جائزة لجنة التحكيم في مهرجان كان السينمائي عن فيلم المغامرة (1960)
- جائزة لجنة التحكيم في مهرجان كان السينمائي عن فيلم الخسوف (فيلم) (1962)
- السعفة الذهبية في مهرجان كان السينمائي عن فيلم تكبير الصورة (1967)
- جائزة الذكرى السنوية الخامسة والثلاثين لمهرجان كان (1982) عن فيلم التعرف على امرأة
- جائزة دافيد دي دوناتيلو لأفضل مخرج (1961)، عن فيلم الليل
- David di Donatello Luchino Visconti Award (1976)
- European Film Awards Life Achievement Award (1993)
- Flaiano Prize Career Award in Cinema (2000)
- French Syndicate of Cinema Critics Award for Best Foreign Film (1968), for Blowup
- Giffoni Film Festival François Truffaut Award (1991)
- Giffoni Film Festival Golden Career Gryphon (1995)
- International Istanbul Film Festival Lifetime Achievement Award (1996)
- Italian National Syndicate of Film Journalists Silver Ribbon for Best Documentary (1948), for N.U.
- Italian National Syndicate of Film Journalists Silver Ribbon for Best Documentary (1950), for Lies of Love
- Italian National Syndicate of Film Journalists Special Silver Ribbon (1951), for Story of a Love Affair
- Italian National Syndicate of Film Journalists Silver Ribbon for Best Director (1956), for Le Amiche
- Italian National Syndicate of Film Journalists Silver Ribbon for Best Director (1962), for La Notte
- Italian National Syndicate of Film Journalists Silver Ribbon for Best foreign film Director (1968), for Blow up
- Italian National Syndicate of Film Journalists Silver Ribbon for Best Director (1976), for The Passenger
- Kansas City Film Critics Circle Award for Best Director (1968), for Blowup
- Locarno International Film Festival Prize (1957), for Il Grido
- Montreal World Film Festival Grand Prix Special des Amériques (1995)
- National Society of Film Critics Special Citation Award (2001)
- National Society of Film Critics Award for Best Director (2001), for Blowup
- Palm Springs International Film Festival Lifetime Achievement Award (1998)
- Valladolid International Film Festival FIPRESCI Prize for Short Film (2004), for Michelangelo Eye to Eye
- Venice Film Festival Silver Lion (1955), for Le Amiche
- Venice Film Festival FIPRESCI Prize (1964), for Red Desert
- Venice Film Festival Golden Lion (1964), for Red Desert
- Venice Film Festival Career Golden Lion (1983)
- Venice Film Festival FIPRESCI Prize (1995), for Beyond the Clouds (with Wim Wenders)
- Venice Film Festival Pietro Bianchi Award (1998)

## أفلامه

### الأفلام الروائية[22]
- وقائع قصة حب (Cronaca di un amore, 1950)
- المهزومون (I Vinti, 1952)
- السيدة من دون زهرة الكاميليا (La signora senza camelie, 1953)
- الصديقات Le Amiche , 1955)
- الصرخة (Il Grido, 1957)
- المغامرة (L'Avventura , 1960)
- الليل (La Notte , 1961)
- الخسوف(L'Eclisse , 1962)
- الصحراء الحمراء (1964)
- تكبير الصورة (Blowup , 1966)
- زابريسكي بوينت (Il deserto rosso, 1970)
- تشونغ كو، الصين (Chung Kuo, Cina وثائقي، 1972)
- المهنة صحافي (Professione: reporter, 1975)
- لغز أبروالد (Il mistero di Oberwald, 1981)
- هوية امرأة (Identificazione di una donna, 1982)
- ما وراء السحب (Al di là delle nuvole, 1995) مع فيم فيندرس

### الأفلام القصيرة
- Gente del Po (شعب وادي بو ، تم تصويره في عام 1943، صدر في عام 1947) 10 دقائق
- N. U. (Dustmen, 1948) 11 دقيقة
- Oltre l'oblio (1948)
- روما-مونتيفيديو (1948)
- يكمن الحب (L'amorosa menzogna, 1949) 10 دقائق
- Sette canne الأمم المتحدة vestito (سبعة القصب، دعوى واحدة, 1949) 10 دقائق
- إطلالات رائعة على المدينة (1949)
- Ragazze في بيانكو (الفتيات باللون الأبيض, 1949)
- Superstizione (الخرافات, 1949) 9 دقائق
- La villa dei mostri (بيت الوحوش, 1950) 10 دقائق
- La funivia ديل Faloria (الحبلي جبل Faloria, 1950) 10 دقائق
- Tentato suicido (عندما فشل الحب, 1953) الحلقة L أموريه في تشيتا (الحب في المدينة)
- Il provino (1965) الحلقة I tre volti
- Inserto girato a Lisca Bianca (1983) 8 دقائق
- Kumbha ميلا (1989) 18 دقيقة
- روما (روما, 1989) الحلقة 12 registi في 12 سيتا ، 1990 كأس العالم لكرة القدم
- نوتو، Mandorli ، فولكانو، سترومبولي، كارنيفالي (البراكين والكرنفال, 1993) 8 دقائق
- صقلية (1997) 9 دقائق
- Lo sguardo di Michelangelo (نظرات مايكل أنجلو, 2004) 15 دقيقة
- Il فيلو pericoloso ديلي كوس (خطورة الموضوع من الأشياء, 2004) حلقة في إيروس

## روابط خارجية
- مايكل أنجلو أنطونيوني على موقع IMDb (الإنجليزية)
- مايكل أنجلو أنطونيوني على موقع الموسوعة البريطانية (الإنجليزية)
- مايكل أنجلو أنطونيوني على موقع مونزينجر (الألمانية)
- مايكل أنجلو أنطونيوني على موقع قاعدة بيانات الأفلام العربية
- مايكل أنجلو أنطونيوني على موقع ألو سيني (الفرنسية)
- مايكل أنجلو أنطونيوني على موقع تيرنر كلاسيك موفيز (الإنجليزية)
- مايكل أنجلو أنطونيوني على موقع أول موفي (الإنجليزية)
- مايكل أنجلو أنطونيوني على موقع قاعدة بيانات الأفلام السويدية (السويدية)
- مايكل أنجلو أنطونيوني على موقع إن إن دي بي (الإنجليزية)
- مايكل أنجلو أنطونيوني على موقع ديسكوغز (الإنجليزية)

### الاستشهادات
1. ↑  HOLLIS (بالإنجليزية), Harvard University, QID:Q54862624
2. ↑   http://www.infoplease.com/biography/filmmakers-directors.html. {{استشهاد ويب}}: |url= بحاجة لعنوان (مساعدة) والوسيط |title= غير موجود أو فارغ (من ويكي بيانات) (مساعدة)
3. ↑   http://www.t411.me:8080/torrents/le-cri-antonioni-vost-1957-x264-dvdrip-remaster-maison. {{استشهاد ويب}}: |url= بحاجة لعنوان (مساعدة) والوسيط |title= غير موجود أو فارغ (من ويكي بيانات) (مساعدة)
4. ↑   http://www.catawiki.com/catalog/dvd-video-blu-ray/carriers/dvd/1586723-blow-up. {{استشهاد ويب}}: |url= بحاجة لعنوان (مساعدة) والوسيط |title= غير موجود أو فارغ (من ويكي بيانات) (مساعدة)
5. ↑  www.acmi.net.au (بالإنجليزية), QID:Q120061370
6. ↑   https://www.europeanfilmacademy.org/European-Film-Awards-Winners-1993.80.0.html. اطلع عليه بتاريخ 2019-12-08. {{استشهاد ويب}}: |url= بحاجة لعنوان (مساعدة) والوسيط |title= غير موجود أو فارغ (من ويكي بيانات) (مساعدة)
7. 1 2  Holden، Stephan (4 يونيو 2006). "Antonioni's Nothingness and Beauty". The New York Times. مؤرشف من الأصل في 2017-09-11. اطلع عليه بتاريخ 2012-05-21.
8. 1 2  Ankeny، Jason. "Michelangelo Antonioni". AllMovie. مؤرشف من الأصل في 2019-04-02. اطلع عليه بتاريخ 2012-05-21.
9. ↑  "Michelangelo Antonioni, Director". Film Reference. مؤرشف من الأصل في 2018-10-12. اطلع عليه بتاريخ 2016-05-09.
10. 1 2 3  Cook 2004، صفحة 535.
11. ↑  Houston، Penelope (31 يوليو 2007). "Obituary: Michelangelo Antonioni". The Guardian. مؤرشف من الأصل في 2008-07-09. اطلع عليه بتاريخ 2016-05-09.
12. ↑  Bradshaw، Peter (27 سبتمبر 2012). "Michelangelo Antonioni: Centenary of a Forgotten Giant". The Guardian. مؤرشف من الأصل في 2018-04-19. اطلع عليه بتاريخ 2016-05-09.
13. ↑  Gazetas 2008، صفحة 246.
14. ↑  Wakeman 1988، صفحة 65.
15. ↑  Cameron & Wood 1971، صفحة 105.
16. ↑  "Berlinale 1961: Prize Winners". Berlinale. مؤرشف من الأصل في 2019-05-22. اطلع عليه بتاريخ 2010-01-23.
17. ↑  Tast, Brigitte; Tast, Hans-Jürgen (14 Mar 2014). "Light Room, Dark Room: Antonioni's Blow-Up und der Traumjob Fotograf". Kulleraugen (بالألمانية) (44). ISBN:978-3-88842-044-3.
18. ↑  Echo and Leefeld 1977، صفحات 8–12.
19. ↑  Wenders 2000، صفحة 79.
20. ↑  Johnston، Ian (1 أغسطس 2006). "We're Not Happy and We Never Will Be". Bright Lights Film Journal. اطلع عليه بتاريخ 2016-05-09.
21. ↑  Ebert، Roger (8 أبريل 2005). "Eros". Chicago Sun-Times. مؤرشف من الأصل في 2017-08-25. اطلع عليه بتاريخ 2016-03-28.
22. ↑  فريد، سمير (4 أغسطس 2007). "السينما تفقد «برجمان» في الصباح و«أنطونيوني» في المساء". المصري اليوم. مؤرشف من الأصل في 2017-04-14. اطلع عليه بتاريخ 2017-04-14.